# Antônio Joaquim de Siqueira
Antônio Joaquim de Siqueira (Rio de Janeiro — março de 1854) foi um advogado e político brasileiro.
Filho de José Joaquim de Siqueira.
Bacharel em direito pela Faculdade de Direito de São Paulo, em 1831.
Foi deputado à Assembleia Legislativa Provincial de Santa Catarina na 1ª legislatura (1835 — 1837), na 2ª legislatura (1838 — 1839), na 3ª legislatura (1840 — 1841), na 4ª legislatura (1842 — 1843), e na 5ª legislatura (1844 — 1845).
Foi presidente da província do Rio Grande do Norte, de 29 de abril a 25 de novembro de 1848, e do Espírito Santo, de 7 de março a 21 de julho de 1849.